# Vasilij Blochin
Vasilij Michajlovič Blochin (7. ledna 1895 – 3. února 1955, Moskva) byl sovětský generálmajor a válečný zločinec, který sloužil jako vrchní popravčí ve stalinistické NKVD pod velením Genricha Jagody, Nikolaje Ježova a Lavrentije Beriji (Jagoda a Ježov byli, poté, co upadli v nemilost, sami Blochinem na Stalinův příkaz popraveni).
Blochin byl na své místo vybrán v roce 1926 Stalinem. Podílel se spolu s dalšími popravčími na mnohých hromadných vraždách během Stalinovy vlády, zvláště v období velkého teroru a během 2. světové války. Zavraždil vlastní rukou desetitisíce lidí, včetně 7000 polských válečných zajatců během Katyňského masakru v létě 1940, což z něho činí největšího kata ve zdokumentovaných lidských dějinách. Po Stalinově smrti byl degradován a donucen odejít do důchodu. Zemřel v roce 1955, údajně spáchal sebevraždu.

## Mládí a kariéra
Blochin se narodil do rolnické rodiny dne 7. ledna 1895 ve Vladimirské oblasti. Během 1. světové války sloužil v carské armádě. Po bolševickém převratu se rychle „zorientoval“ v nových poměrech a v březnu 1921 vstoupil do sovětské tajné policie Čeka. Zde si jeho nadřízení brzy všimli jeho nemilosrdnosti a „dovednosti“, s jakou vykonával to, co Stalin nazýval „čornaja rabota“ – „černá práce“: vraždy, mučení, zastrašování a tajné popravy. Blochin byl brzy povýšen a během šesti let jmenován šéfem nově vytvořeného oddělení Kommandatura Pobočka administrativně výkonného oddělení NKVD. To bylo vytvořeno právě za účelem provádění této, jak se také jinak říkalo, „mokré práce“. Sídlilo na Lubjance v Moskvě a jeho členové byli vybíráni samotným Stalinem, který oddělení také přímo velel. Zřejmě i díky tomu oddělení přežilo jinak nemilosrdné čistky, které občas v NKVD probíhaly.
Blochin zastával funkci velitele vnitřního vězení v Lubjance, což mu umožňovalo vykonávat jeho práci bez zbytečné byrokracie a dozoru. Přestože většina z odhadovaných 828 000 poprav, které NKVD vykonala během Stalinova života, byla vykonána lokálními čekisty spolu s tzv. Trojkou z NKVD, hromadných poprav se účastnili i speciální popravčí z Kommandantury. Blochin navíc osobně popravoval prominentní vězně, většinou vysoce postavené bolševiky, kteří byli odsouzeni v tzv. Moskevských procesech. Mezi jeho oběti tak patřili například maršál Sovětského svazu Michail Tuchačevskij a dva ze tří šéfů NKVD (Genrich Jagoda v roce 1938 a Nikolaj Ježov v roce 1940), pod kterými sám Blochin dříve sloužil. Potvrzena je také jeho osobní účast na Katyňském masakru. Za svoji službu v roce 1937 byl vyznamenán Stuhou cti.